# Petralia Sottana
Petralia Sottana (Pitralia Suttana på sicilianska) är en stad i provinsen Palermo (cirka 11 mil från huvudstaden Palermo) på Sicilien. Staden är belägen i Madoniebergen ungefär 1000 meter över havet och hade 2 730 invånare (2017). Petralia Sottana gränsar till kommunerna Alimena, Blufi, Caltanissetta, Castelbuono, Castellana Sicula, Geraci Siculo, Isnello, Marianopoli, Petralia Soprana, Polizzi Generosa, Resuttano, Santa Caterina Villarmosa och Villalba.